# Baie de Loutre
Baie de Loutre é uma vila canadense localizada na província de Terra Nova e Labrador.
A vila está localizada na Baía de Outer nos distritos de Burgeo e LaPoile